# Mejicanos
Mejicanos – miasto w środkowym Salwadorze, w departamencie San Salvador, położone w środkowej części kraju, około 10 km na północ od stolicy kraju San Salvadoru. Wchodzi w skład aglomeracji stołecznej. Jest to piąte pod względem liczby ludności miasto kraju. Ludność (2007): 140,8 tys. Zajmuje powierzchnię 21,12 km².
W mieście rozwinął się przemysł rzemieślniczy, odzieżowy oraz spożywczy.